# Than xương
Than xương (tiếng Latinh: carbo animalis) là vật liệu xốp, màu đen, dạng hột được sản xuất bằng cách đốt xương động vật thành than. Thành phần của nó phụ thuộc vào việc nó được sản xuất từ loại xương nào và bằng cách nào; tuy nhiên, về thành phần hóa học chủ yếu nó chứa tricalci phosphat (hoặc hydroxylapatit) 57-80%, calci cacbonat 6-10% và than hoạt tính 7-10%. Nó chủ yếu được sử dụng để lọc hay khử màu.

## Sản xuất
Than xương chủ yếu được sản xuất từ xương bò; tuy nhiên, để ngăn ngừa lây lan bệnh Creutzfeldt–Jakob thì sọ và cột sống không được sử dụng. Xương được đốt nóng trong các thùng kín ở nhiệt độ lên tới 700 °C (1.292 °F); người ta duy trì một hàm lượng oxy thấp trong quá trình này do nó có ảnh hưởng tới chất lượng của sản phẩm, cụ thể là khả năng hấp phụ của nó. Phần lớn các hợp chất hữu cơ trong xương bị nhiệt đẩy ra, và trong quá khứ người ta thu hồi phụ phẩm này với tên gọi dầu xương; phần không bị đẩy ra còn lại trong sản phẩm dưới dạng than hoạt tính. Xương đốt nóng trong không khí nhiều oxy tạo ra tro xương là vật liệu khác biệt hoàn toàn về thành phần hóa học.
Than xương đã sử dụng có thể tái chế bằng cách rửa với nước nóng để loại bỏ tạp chất, sau đó đốt nóng tới 500 °C (932 °F) trong lò thiêu với sự kiểm soát lượng không khí đầu vào.

## Sử dụng

### Xử lý nước
Tricalci phosphat trong than xương có thể dùng để loại bỏ các ion fluoride và kim loại ra khỏi nước, làm cho nó trở thành hữu ích trong xử lý các nguồn cung cấp nước uống.
Than xương là chất khử fluoride trong nước lâu đời nhất đã biết và từng được sử dụng rộng khắp tại Mỹ trong giai đoạn từ thập niên 1940 tới thập niên 1960. Do nó được sản xuất ngay tại địa phương với giá thành khá rẻ nên hiện nay nó vẫn còn được sử dụng ở một số nước đang phát triển, như Tanzania.
Than xương thường có diện tích bề mặt thấp hơn than hoạt tính, nhưng có khả năng hấp phụ cao đối với một số kim loại nhất định, cụ thể là các kim loại trong nhóm 12 (đồng, kẽm, cadmi). Các ion á kim/kim loại có độc tính cao, như asen và chì cũng có thể bị than xương loại bỏ.

### Tinh luyện đường

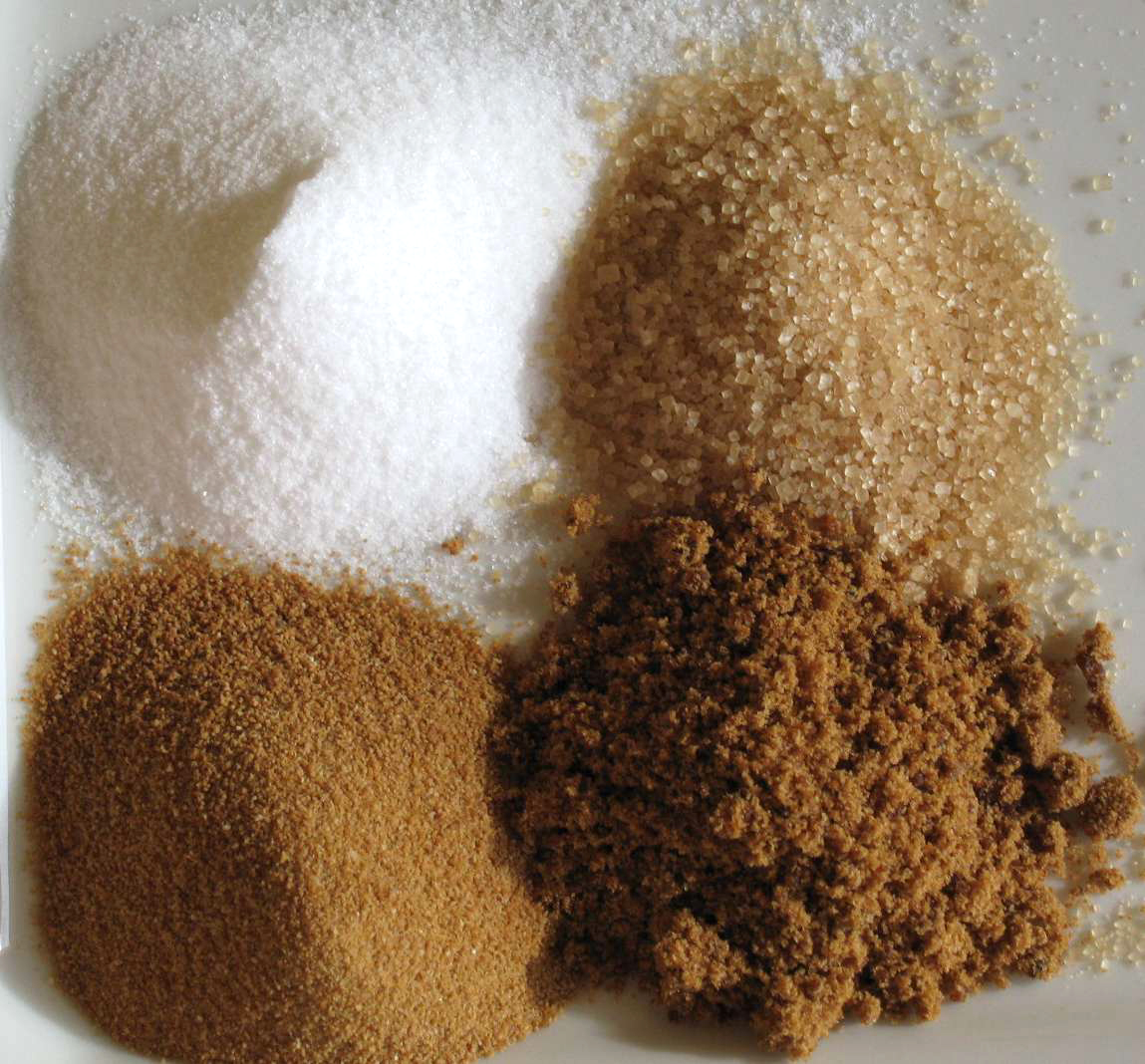
Đường (theo chiều kim đồng hồ từ góc trên phía trái): trắng tinh luyện, chưa tinh luyện, nâu, thô.

Trong quá khứ, than xương thường được sử dụng trong tinh luyện đường trong vai trò của chất khử màu và khử tro. Hiện nay nó đã đánh mất vai trò trong công nghiệp này, cụ thể là tại Mỹ và châu Âu, chủ yếu vì lý do kinh tế nhưng một phần là do các e ngại của những người ăn kiêng và ăn chay, cũng như từ các lý do tôn giáo. Than xương có khả năng khử màu không cao và vì thế phải sử dụng với số lượng lớn, tuy nhiên nó cũng có khả năng loại bỏ nhiều tạp chất vô cơ khác nhau; quan trọng nhất là các sunphat và các ion của magnesi và calci. Loại bỏ các tạp chất này là có lợi, do nó làm giảm mức độ cần loại bỏ cặn sau đó trong quá trình tinh luyện, khi dung dịch đường được cô đặc. Các thay thế ngày nay cho than xương là than hoạt tính và các loại nhựa trao đổi ion.

### Phẩm màu đen

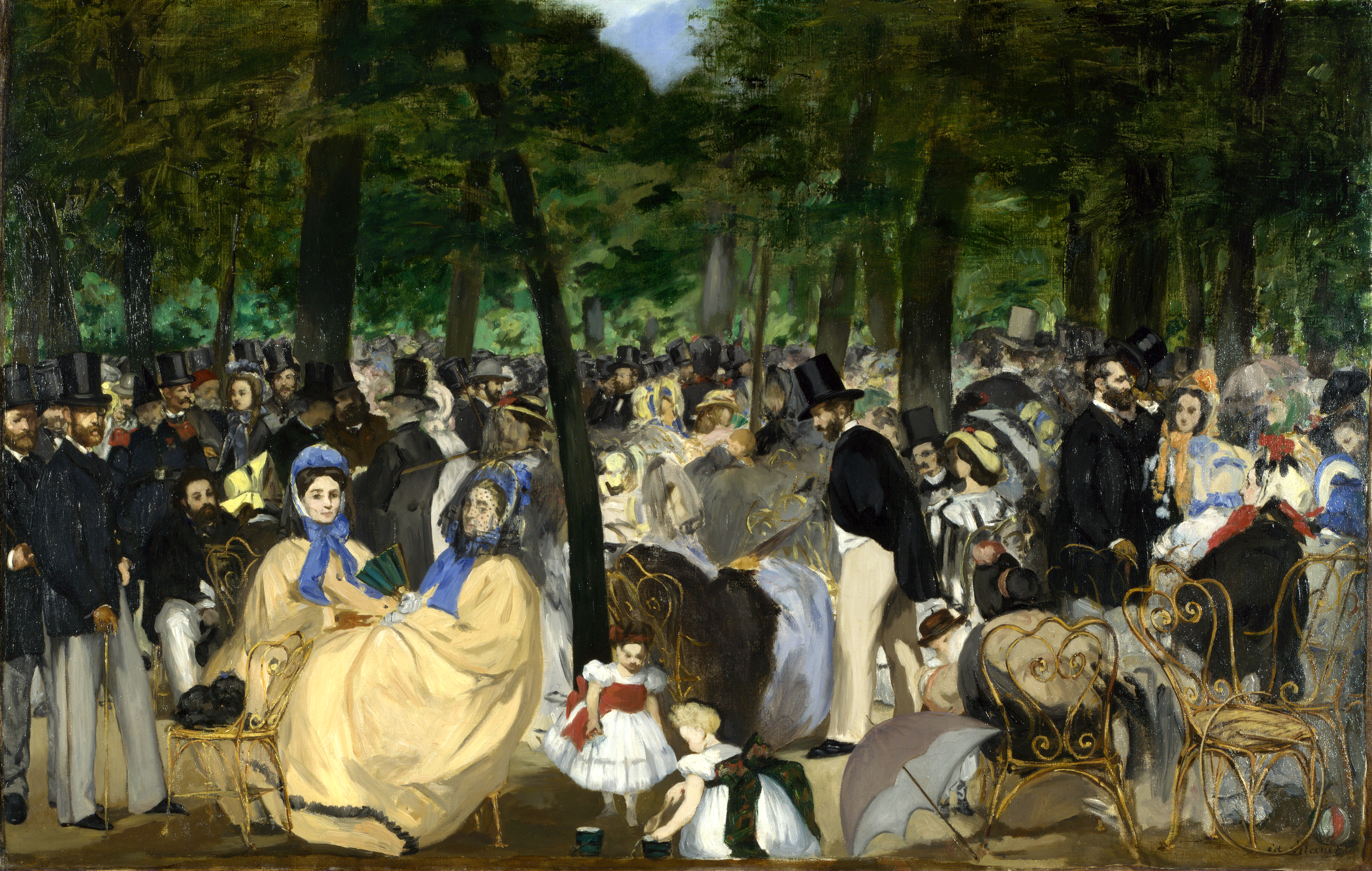
Édouard Manet, La Musique aux Tuileries, 1862.

Than xương cũng được dùng làm phẩm màu trong sản xuất màu vẽ, in ấn, các loại mực vẽ và viết cũng như các ứng dụng mỹ thuật khác do độ sâu màu và sắc thái tuyệt hảo của nó. Các loại phẩm màu đen ngà và đen xương là bột/thuốc màu được một số họa sĩ sử dụng từ thời tiền sử, như Rembrandt và Velázquez, Manet hay Picasso. Những bộ quần áo màu đen và những chiếc mũ cao của các quý ông trong La Musique aux Tuileries của Manet được vẽ bằng thuốc màu đen ngà.
Phẩm màu đen ngà trước đây được làm bằng cách nghiền ngà đã đốt thành than trong dầu. Ngày nay phẩm màu đen ngà được coi là đồng nghĩa để chỉ phẩm màu đen xương. Ngà thật sự không còn được sử dụng nữa do nó đắt tiền và do những động vật là nguồn cung cấp ngà tự nhiên hiện nay được kiểm soát quốc tế, do chúng ở thể loại động vật nguy cấp.

### Sử dụng khác
- Nó cũng từng được sử dụng trong tinh chế dầu thô trong sản xuất nhớt dầu (sáp mềm).
- Trong thế kỷ 18 và 19, than xương trộn cùng mỡ động vật hay sáp (hoặc cả hai) từng được các binh sĩ sử dụng để ngâm tẩm các thiết bị quân sự bằng da thuộc, vừa để làm tăng tuổi thọ của chúng vừa là một trong những cách đơn giản nhất để có màu đen cho các đồ dùng bằng da.

## Trong văn hóa đại chúng
- Sản xuất than xương được đề cập trong loạt phim truyền hình Dirty Jobs (Những công việc bẩn thỉu) của Discovery Channel, trong tập 24 mùa 4 với tên gọi "Bone Black", được trình chiếu lần đầu ngày 09 tháng 02 năm 2010[2].
- Than xương người, được nói tới như là "bone charcoal" (than củi xương) được đề cập trong tiểu thuyết The Crying of Lot 49 của Thomas Pynchon. Trong tiểu thuyết này, xương của các binh sĩ Mỹ tử trận trong Thế chiến II và được chôn cất trong một cái hồ ở Italia, và than từ xương này được sử dụng trong đầu lọc thuốc lá.